# Pyotr Alekseyevich Kropotkin
Hoàng thân Pyotr Alekseyevich Kropotkin (tiếng Nga: Пётр Алексе́евич Кропо́ткин; 9 tháng 12 năm 1842 – 8 tháng 2 năm 1921) là một nhà thực vật học, lý thuyết tiến hóa, triết gia, nhà cách mạng, nhà kinh tế học, địa lý, nhà văn, nổi tiếng nhất với việc sáng lập thuyết chủ nghĩa cộng sản vô chính phủ. Quan điểm chính trị khiến ông phải lưu đày nhiều năm và chỉ trở về Nga sau Cách mạng Tháng Hai năm 1917, nhưng ông sớm tỏ ra bất mãn với Đảng Bolshevik Nga cho đến lúc cuối đời.